# Martin Reim
Martin Reim (Tartu, Szovjetunió, 1971. május 14. –) észt labdarúgó-középpályás, edző. 1992 és 2007 között, valamint 2009-ben az észt labdarúgó-válogatott tagjaként 157 nemzetközi meccsen összesen 14 gólt lőtt, s ezzel rekordernek számít. 2008 decemberében jelentette be, hogy visszavonul.

## Statisztikái

### A válogatottban
| Észtország | Észtország      | Észtország |
| Év         | Pályára lépések | Gólok      |
| ---------- | --------------- | ---------- |
| 1992       | 3               | 0          |
| 1993       | 12              | 0          |
| 1994       | 9               | 1          |
| 1995       | 10              | 4          |
| 1996       | 9               | 1          |
| 1997       | 16              | 1          |
| 1998       | 11              | 1          |
| 1999       | 16              | 3          |
| 2000       | 9               | 3          |
| 2001       | 12              | 0          |
| 2002       | 9               | 0          |
| 2003       | 8               | 0          |
| 2004       | 13              | 0          |
| 2005       | 8               | 0          |
| 2006       | 3               | 0          |
| 2007       | 8               | 0          |
| 2008       | 0               | 0          |
| 2009       | 1               | 0          |
| összesen   | 157             | 14         |

### Góljai a válogatottban
| #  | Dátum               | Helyszín                                                      | Pályára lépés | Ellenfél                | Gól | Végeredmény | Verseny                                           |
| -- | ------------------- | ------------------------------------------------------------- | ------------- | ----------------------- | --- | ----------- | ------------------------------------------------- |
| 1  | 1994. május 23.     | Kadriorg Stadium, Tallinn, Észtország                         | 18            | Wales                   | 1–2 | 1–2         | Barátságos mérkőzés                               |
| 2  | 1995. február 15.   | Tsirion Stadium, Limassol, Ciprus                             | 27            | Ciprus                  | 1–1 | 1–3         | Barátságos mérkőzés                               |
| 3  | 1995. március 25.   | Stadio Arechi, Salerno, Olaszország                           | 28            | Olaszország             | 1–3 | 1–4         | 1996-os labdarúgó-Európa-bajnokság (selejtező)    |
| 4  | 1995. június 11.    | Kadriorg Stadium, Tallinn, Észtország                         | 31            | Szlovénia               | 1–0 | 1–3         | 1996-os labdarúgó-Európa-bajnokság (selejtező)    |
| 5  | 1995. szeptember 3. | Maksimir Stadion, Zágráb, Horvátország                        | 33            | Horvátország            | 1–1 | 1–7         | 1996-os labdarúgó-Európa-bajnokság (selejtező)    |
| 6  | 1996. július 9.     | Kreenholm Stadium, Narva, Észtország                          | 38            | Litvánia                | 1–1 | 1–1         | 1996-os Balti Kupa                                |
| 7  | 1997. július 9.     | Žalgiris Stadium, Vilnius, Litvánia                           | 53            | Litvánia                | 1–2 | 1–2         | 1997-es Balti Kupa                                |
| 8  | 1998. június 4.     | Kadriorg Stadium, Tallinn, Észtország                         | 62            | Feröer                  | 2–0 | 5–0         | 2000-es labdarúgó-Európa-bajnokság (selejtező)    |
| 9  | 1999. január 22.    | Umm al-Fahm Municipal Stadium, Umm al-Fahm, Izrael            | 72            | Norvégia                | 1–3 | 3–3         | Barátságos mérkőzés                               |
| 10 | 1999. szeptember 4. | Tórsvøllur, Tórshavn, Feröer                                  | 80            | Feröer                  | 1–0 | 2–0         | 2000-es labdarúgó-Európa-bajnokság (selejtező)    |
| 11 | 1999. november 1.   | Mohammad Bin Zayed Stadium, Abu-Dzabi,Egyesült Arab Emírségek | 84            | Egyesült Arab Emírségek | 1–0 | 2–2         | Barátságos mérkőzés                               |
| 12 | 2000. február 25.   | Racsamangala Stadion, Bangkok, Thailand                       | 88            | Thaiföld                | 1–2 | 1–2         | 2000-es King's Cup                                |
| 13 | 2000. augusztus 16. | Kadriorg Stadium, Tallinn, Észtország                         | 90            | Andorra                 | 1–0 | 1–0         | 2002-es labdarúgó-világbajnokság-selejtező (UEFA) |
| 14 | 2000. október 7.    | Estadi Comunal, Andorra la Vella, Andorra                     | 92            | Andorra                 | 1–0 | 2–1         | 2002-es labdarúgó-világbajnokság-selejtező (UEFA) |

## Edzői statisztika
2019. június 18-án lett frissítve.
| Csapat     | Nemzet   | –tól     | –ig      | Mérleg     | Mérleg | Mérleg | Mérleg | Mérleg |
| M          | GY       | D        | V        | Győzelem % |        |        |        |        |
| ---------- | -------- | -------- | -------- | ---------- | ------ | ------ | ------ | ------ |
| Észtország | EST      | 2016     | 2019     | 36         | 13     | 8      | 15     | 36,11  |
| Összesen   | Összesen | Összesen | Összesen | 36         | 13     | 8      | 15     | 36,11  |